# Labirinto (Antartide)
Il Labirinto dell'Antartide (77°33′S 160°48′E) è un esteso altopiano pianeggiante e profondamente eroso, che si trova nella parte occidentale della Valle di Wright, nella Terra Vittoria, nell'Antartide.
La denominazione dell'altopiano è stata assegnata dalla spedizione antartica dell'Università Vittoria di Wellington (Nuova Zelanda) del 1958-59, in quanto l'elevata erosione della roccia di diabase di cui è composta le conferisce l'aspetto di un labirinto.